# Oscar Gonzalez
Oscar Gonzalez é um jogador da selecção nacional mexicana de futebol de praia. Actua como defesa.

## Palmarés
- Vice-campeão do Torneio de Qualificação da CONCACAF para o Campeonato do Mundo de Futebol de Praia FIFA 2007.
- Vice-campeão do Campeonato do Mundo de Futebol de Praia FIFA 2007.
- Campeão do Torneio de Qualificação da CONCACAF para o Campeonato do Mundo de Futebol de Praia FIFA 2008.